# 土卫十七

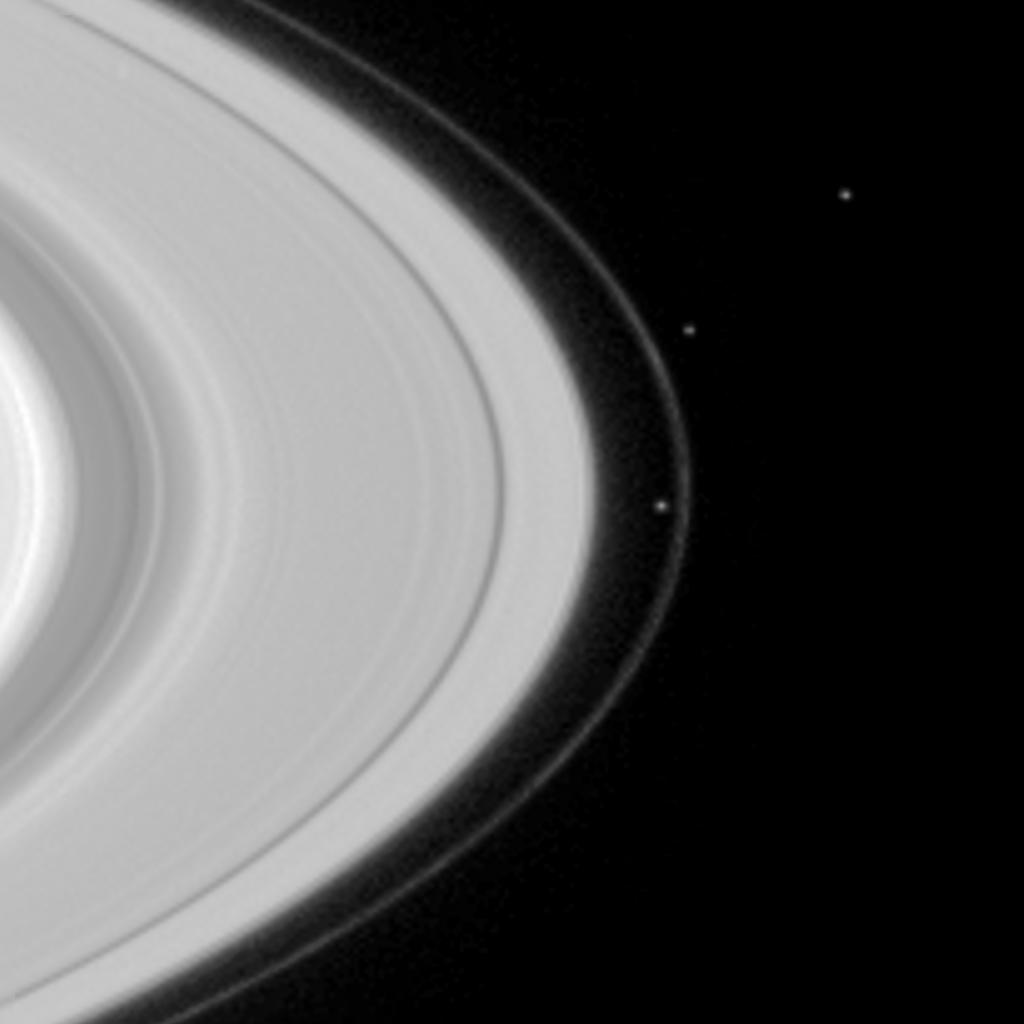
卡西尼号2004年5月1日摄于距离土星3140万千米处，土卫十七是图中三颗卫星下面的一颗

土卫十七又稱為「潘多拉」（S/1980 S 26，英文：Pandora），是环绕土星运行的一颗卫星。

## 概述
土衛十七於1980年因旅行者1號探測飛船拍攝的照片而被发现，當時暫名為S/1980 S26。於1985年年底正式以希臘神話中的「潘多拉」（也可以稱做潘朵拉）為衛星命名。同時，它亦被命名為土衛十七（Saturn XVII）。
土衛十七屬土星環F環中的外守护衛星（outer shepherd satellite）（守护衛星是用引力维持环的规模的卫星）。它比附近的土衛十六（普羅米修斯）擁有更多的隕石坑，有兩個隕石坑直徑最少達30公里。
土衛十七的軌道看起來很混亂，此乃由於與土衛十六產生軌道共振。大約每隔6.2年，當土衛十七的拱點與土衛十六的遠拱點成直線，兩個衛星的距離於大約1400公里之內，這時候最能夠觀察到它們軌道的改變。此外，土衛十七亦與土衛一擁有3:2的軌道共振。
由於其較低密度及相對地高的反照率，土衛十七有可能是一個多缝隙的冰體。由於這方面的數據充滿不確定因素，所以未能確定這說法是否屬實。